# Терсяк
Терся́к, терся́т (баш. терһәк, тат. терсәк, терсәт) — тюркское племя угорского происхождения, участвовавшее в этногенезе катайских башкир, а также ичкинских и пермских татар.

## Этническая история
Истоки этнической истории терсяков лежат в среде азиатских или сибирских групп тюркизированного угорского населения, вовлеченного в общий поток движения на запад в конце 1 тысячелетия н. э.

## Территория расселения
Терсяки занимали территорию по верхнему течению р. Чусовой и северным притокам р. Уфы. В 16 в. основная часть мигрировала в Зауралье и поселилась южнее р. Исеть на землях племени сальют.Ныне это территории Кунашакского района и Верхнеуфалейского городского округа Челябинской области. Дальнейшая судьба терсяков тесно связана с Сибирским ханством, после падения которого значительная часть племени вместе с сибирскими татарами откочевала на восток, до Алтая. Отчасти потомками терсяков являются жители (ичкинские татары) с. Кызылбай Шатровского района и с. Байрак (Терсяк) Шадринского района Курганской области.